# Brahin (Meteorit)
Koordinaten: 52° 30′ 0″ N, 30° 19′ 59″ O
Brahin ist die Bezeichnung eines Meteoriten, der als Pallasit zu den Stein-Eisen-Meteoriten gehört. Er wurde 1810 bei der Siedlung Brahin in der heute belarussischen Homelskaja Woblasz im damaligen Russischen Kaiserreich von Bauern gefunden. Ende des 19. Jahrhunderts wurde das dritte Bruchstück mit 182 kg 2–3 km östlich des Dorfes Kruki (Круки) entdeckt, 15 km westlich vom ersten Fundort entfernt. Das Streufeld ist insgesamt etwa 15 km lang, 3 km breit und wird vom Fluss Dnepr geteilt.
Er war nach dem Fund von Krasnojarsk im Jahre 1749 der zweite Meteoritenfund in Russland. Die Hauptmasse wog etwa 850 kg.
Chemische Zusammensetzung: 36,5 % SiO2; 13,7 % FeO; 43,2 % MgO; 0,3 % MnO; 3,82 % P2O5